# Runensteine von Tanum

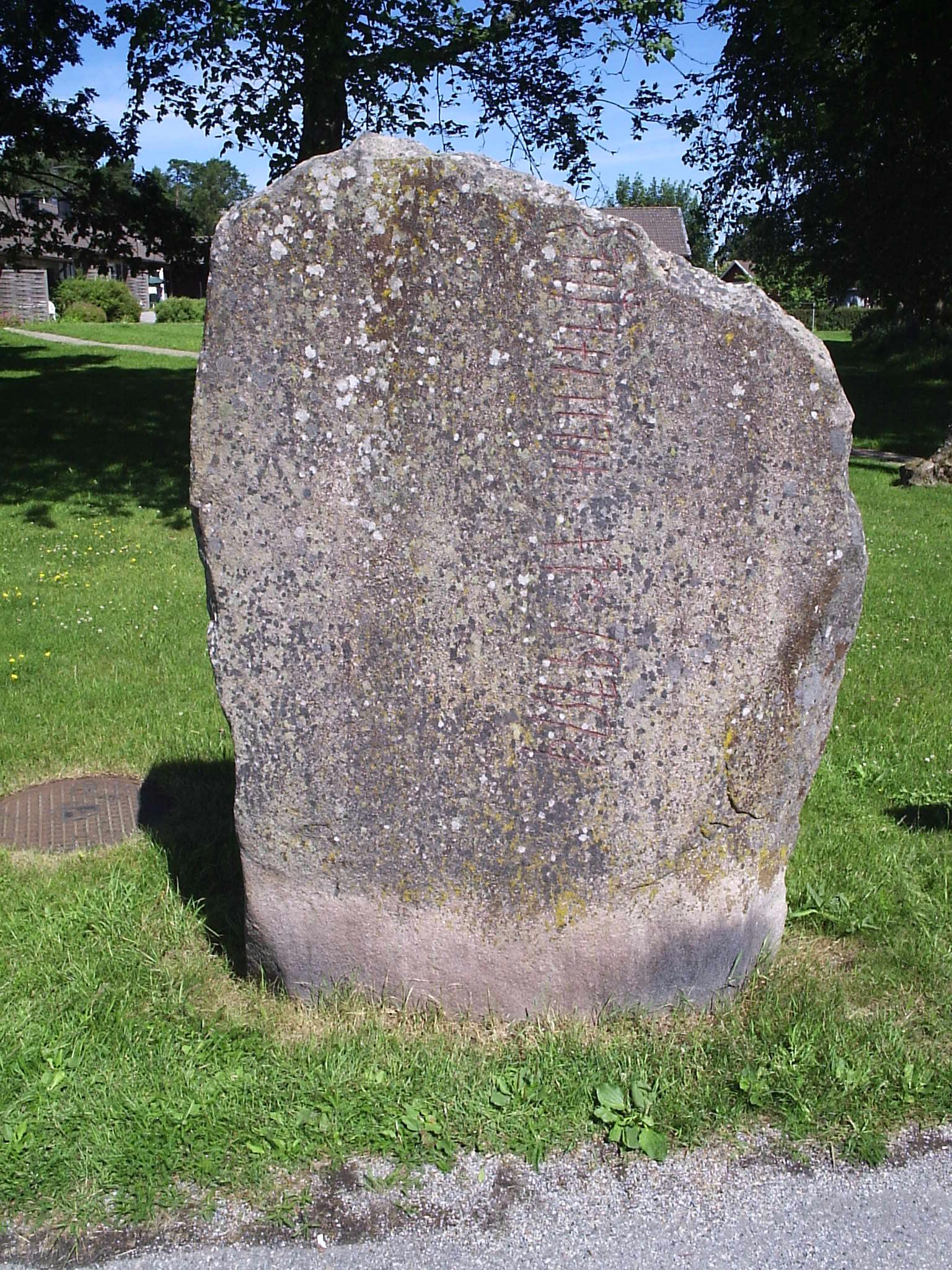
Runenstein von Tanum

Die Runensteine von Tanum stehen bei der Kirche (Tanums kyrka) des durch die Felsenritzungen von Tanum bekannten Ortes Tanumshede im Bohuslän in Schweden. Die beiden, als Tanum- und Röö-Stein bezeichneten Runensteine werden für zwei der ältesten Runensteine überhaupt gehalten. Sie stammen aus der späten Eisenzeit etwa 400–600 n. Chr.

## Tanum-Stein
Die Höhe des Steins beträgt 2,35 m. Die verwitterte Inschrift besteht aus 20 Runen. Sie ist Streitobjekt verschiedener Lesarten. Der einen entsprechend handelt es sich um einen Gedächtnisstein für einen Thrawinge oder Threwinge. Der anderen Ansicht nach ist es ein magischer Stein, der denjenigen mit Siechtum bestraft, der ihn von seinem Platz entfernt.

## Rö-Stein
Der Runenstein von Rö (altes signum Bo Krause1966;73A, neues signum Bo KJ73 U) befindet sich im Staatlichen historischen Museum in Stockholm, da der Stein zum Zeitpunkt des Fundes in sehr schlechtem Zustand war und durch Absplitterungen ein Teil der Runen nicht mehr lesbar sind. Jedoch befindet sich südlich der Kirche eine Replik. Der Stein ist über zwei Meter hoch, sehr dünn und 65 Zentimeter breit. Er stammt aus derselben Epoche wie das Gräberfeld von Grebbestad und enthält etwa 60 lesbare Runen. Das ist die längste Inschrift im alten Futhark, die in Schweden gefunden wurde. Die Deutung des Inhalts ist umstritten, eine Übersetzung lautet: »Swafarr verraten, Sten ritzte ein. Ich Hrarar richtete den Stein auf für alle Zeiten«. Prof. Lindroth vertrat die Ansicht, man solle „verraten“ durch „schwer verletzt“ ersetzen.